# 디즈니의 21세기 폭스 인수
디즈니의 21세기 폭스 인수는 2019년 3월 20일 성립되었다. 월트 디즈니 컴퍼니 (디즈니)가 인수한 21세기 폭스의 주요 자산은 20세기 폭스의 영화 및 텔레비전 스튜디오, 미국 케이블/위성 채널 FX, 폭스 네트웍스 그룹, 내셔널 지오그래픽 파트너스의 주식의 73%, 인도의 텔레비전 방송사 스타 인디아, Hulu의 주식의 30%가 포함된다. 인수 직전에 21세기 폭스의 폭스 방송, 폭스 텔레비전 스테이션, 폭스 뉴스 채널, 폭스 비즈니스, 폭스 스포츠 1, 폭스 스포츠 2, 폭스 데포르테스, 빅 텐 네트워크을 새로 설립한 폭스 코퍼레이션로 분할하여 디즈니의 인수에는 포함되지 않았다.

## 개요
21세기 폭스를 두고 디즈니와 컴캐스트 등이 벌였던 인수전(戰)을 소개하는 문서. 결과적으로 디즈니가 폭스를 약 80조원에 인수하고 컴캐스트는 Sky plc만 인수하였다. 미국 영화산업에 큰 변동을 일으킨 사건이기도 하다.

## 자산

### 디즈니가 인수
디즈니는 21세기 폭스의 엔터테인먼트 자산의 대부분을 차지했다. 다음을 포함한다:
- 20세기 폭스
  - 폭스 패밀리
  - 20세기 폭스 애니메이션 - 20세기 애니메이션으로 개명
    - 블루 스카이 스튜디오

  - 폭스 2000 픽처스 - 폐쇄 예정
  - 폭스 스튜디오 오스트레일리아[3]
  - 폭스 스테이지 프로덕션스 - 2019년 7월 3일에 디즈니 시어트리컬 그룹의 부에나 비스타 시어트리컬의 부문으로 변경
  - 폭스 서치라이트 픽처스 - 2020년 1월 17일에 서치라이트 픽처스로 개명
  - 붐! 스튜디오 (소액주주)[4]
- 20세기 폭스 텔레비전[5] - 2020년 8월 10일에 20세기 텔레비전으로 개명[6]
  - 20세기 텔레비전 (구) - 디즈니 미디어 디스트리뷰션과 디즈니-ABC 도메스틱 텔레비전으로 분할
  - 폭스 21 텔레비전 스튜디오 - 2020년 8월 10일에 터치스톤 텔레비전으로 개명[7]
- 폭스 네트웍스 그룹
  - FX 네트웍스
    - FX 프로덕션스

  - 내셔널 지오그래픽 파트너스 (73%)
  - 폭스 네트웍스 그룹 라틴 아메리카
  - 폭스 네트웍스 그룹 유럽
  - 폭스 네트웍스 그룹 아프리카
  - 폭스 네트웍스 그룹 아시아 퍼시픽
- 스타 인디아
- Hulu (30%)
- 타타 스카이 (30%)
- 드래프트킹스 (소수투자)[8]

### 폭스 코퍼레이션으로 분할
2018년 11월 14일 잠정적으로 "뉴 폭스"(New Fox)라고 불리는 새로운 독립 기업이 폭스 코퍼레이션으로 명명된 것으로 밝혀졌다. 이 회사는 2019년 1월 1일에 조직 구조를 도입했다. 자산은 폭스의 방송 부문, 뉴스, 스포츠 부문이 포함된다:
- 폭스 브로드캐스팅 컴퍼니
- 폭스 텔레비전 스테이션 그룹
  - 마이네트워크TV[10]
- 폭스 뉴스 미디어 그룹
  - 폭스 뉴스 채널
  - 폭스 비즈니스 네트워크
- 폭스 스포츠 미디어 그룹 (미국만)
  - 폭스 스포츠 1
  - 폭스 스포츠 2
  - 폭스 데포르테스
  - 빅 텐 네트워크 (51%)
- 센추리시티의 폭스 스튜디오 (폭스 코퍼레이션은 폭스 스튜디오 랏을 통해 부동산을 소유하지만 새로 이름이 변경된 20세기 센추리 스튜디오를 위해 디즈니에 임대)[11]

### 매각되거나 매각 예정
원래 디즈니가 인수한 폭스 자산이었지만 나중에 매각된 것이다.
- 스카이 (39.14%) - 2018년 9월 26일, 스카이 입찰 전쟁에서 컴캐스트가 승리하여 폭스 소유 스카이의 주식 39%를 주당 17.28 파운드, 총 116억 파운드 (150억 달러)로 컴캐스트에 매각했다.[12][13]
- A&E 네트웍스 유럽 (50%) - 2018년 11 월 6일, 유럽위원회는 히스토리, 히스토리2, 크라임 & 인베스티게이션, 블레이즈, 라이프타임을 포함한 A&E의 유럽 텔레비전 채널의 판매를 인수 조건으로 제시했다. A&E의 절반을 소유한 허스트 커뮤니케이션스의 디즈니 지분을 획득하기 위해 협상을 진행했다.[14]
- 월트 디즈니 스튜디오스 소니 픽처스 릴리싱 데 멕시코 - 2019년 1월 31일 디즈니는 멕시코 영화 배급사의 주식을 소니 픽처스 릴리싱에 매각하기로 합의했다.
- 폭스 스포츠 네트웍스 - 디즈니가 획득한 지역 스포츠 네트워크이지만, 법무부와의 합의하에 합병의 공식적인 완료 후 90일 이내에 매각해야 했다. 2019년 4 월 26일, 싱클레어 방송 그룹은 폭스 스포츠 네트웍스 (YES 네트워크 제외)를 디즈니에서 100억 달러에 인수하기로 합의했다.
  - 폭스 칼리지 스포츠[15]
  - 폭스 스포츠 고[16][17]
  - YES 네트워크 (80%) - 양키 글로벌 엔터프라이즈는 디즈니에서 폭스 스포츠가 인수된 후 이 주식을 살 수 있는 권리가 부여되었다.[18] 2019년 3월 8일, YES 네트워크는 양키 글로벌 엔터프라이즈, 아마존, 싱클레어 브로드캐스트 그룹을 포함한 컨소시엄에 35억 달러에 매각되었다.[19]
- 폭스 스포츠 라틴 아메리카 (멕시코만) - 2019년 2월 21일, 블룸버그는 디즈니가 멕시코와 브라질 폭스 스포츠 채널을 매각하는 계약을 체결했음을 알렸다.[20] 연방 통신 협회는 멕시코 채널의 기한을 2020년 5월 1일에 설정하였다.[21] 2019년 11월 13일 브라질의 반독점 규제 당국 CADE는 폭스 스포츠의 매각이 진행되지 않은 것을 이유로 디즈니의 폭스 인수를 재평가할 것이라고 발표했다.[22] 2019년 12월, 멕시코 방송사 텔레비사가 디즈니와 폭스 스포츠에 대한 금지 명령을 얻어냈다.[23] 2020년 5월 6일, CADE는 폭스 스포츠가 1년간 현 체제에서 방송권을 계속 한 후, 2022년에 ESPN 브라질과 합병한다고 발표했다.[24]
- 데브머머큐리 (광고판매맨) - 2019년 4월 3일, 라이언스게이트는 광고 판매를 폭스에서 CBS 텔레비전 디스트리뷰션에 양도했다고 발표했다.
- 폭스넥스트의 게임 자산 - 2019년 9월 10일 디즈니는 폭스넥스트의 매각 계획을 발표했다. 2020년 1월, 디즈니는 폭스넥스트와 자산의 대부분 (폭스넥스트 게임즈 로스앤젤레스, 콜드 아이언 스튜디오, 애프터쇼크)를 스코플리에 매각했다.
- 엔데몰 샤인 그룹 (50%) - 2019년 10월 22일 바니제이는 디즈니와 아폴로로부터 22억 달러로 엔데몰 샤인을 인수할 의향을 발표했다. 2019년 10월 26일, 디즈니와 아폴로는 반독점 승인 대기에서 엔데몰을 바니제이에 매각하기로 합의했다. 2020년 7월 1일, 유럽위원회는 바니제이의 구매를 승인했다. 판매는 2020년 7월 3일에 완료되었습니다
- 트루X - 2020년 3월 17일 트루X가 비핵심 자산이 된 후 투자 부족의 이유로 디즈니가 매각을 검토하고있는 것이 월스트리트 저널에 의해 보도되었다.

## 같이 보기
- 미디어 소유 구조의 집중화